# 青森県道173号乙供停車場中野線
青森県道173号乙供停車場中野線（あおもりけんどう173ごう おっともていしゃじょうなかのせん）は、青森県上北郡東北町から七戸町に至る一般県道である。

## 概要
東北町上笹橋の青い森鉄道線乙供駅から南西方向へ向かい、国道394号と合流してすぐに西へ分岐、七戸町中野の天間林中央公園付近で国道4号に合流する。

### 路線データ
- 起点：乙供停車場[1]
- 終点：国道四号交点（上北郡七戸町字中野）[1]

## 歴史
- 1961年（昭和36年）2月10日 - 県道に認定される[1]。

## 路線状況

### 重複区間
- 国道394号 : 東北町柳沢・地内

## 地理

### 通過する自治体
- 上北郡
  - 東北町
  - 七戸町

### 交差する道路
- 国道394号（上北郡東北町柳沢）
- 国道4号（上北郡七戸町字中野、終点）

### 沿線の施設など

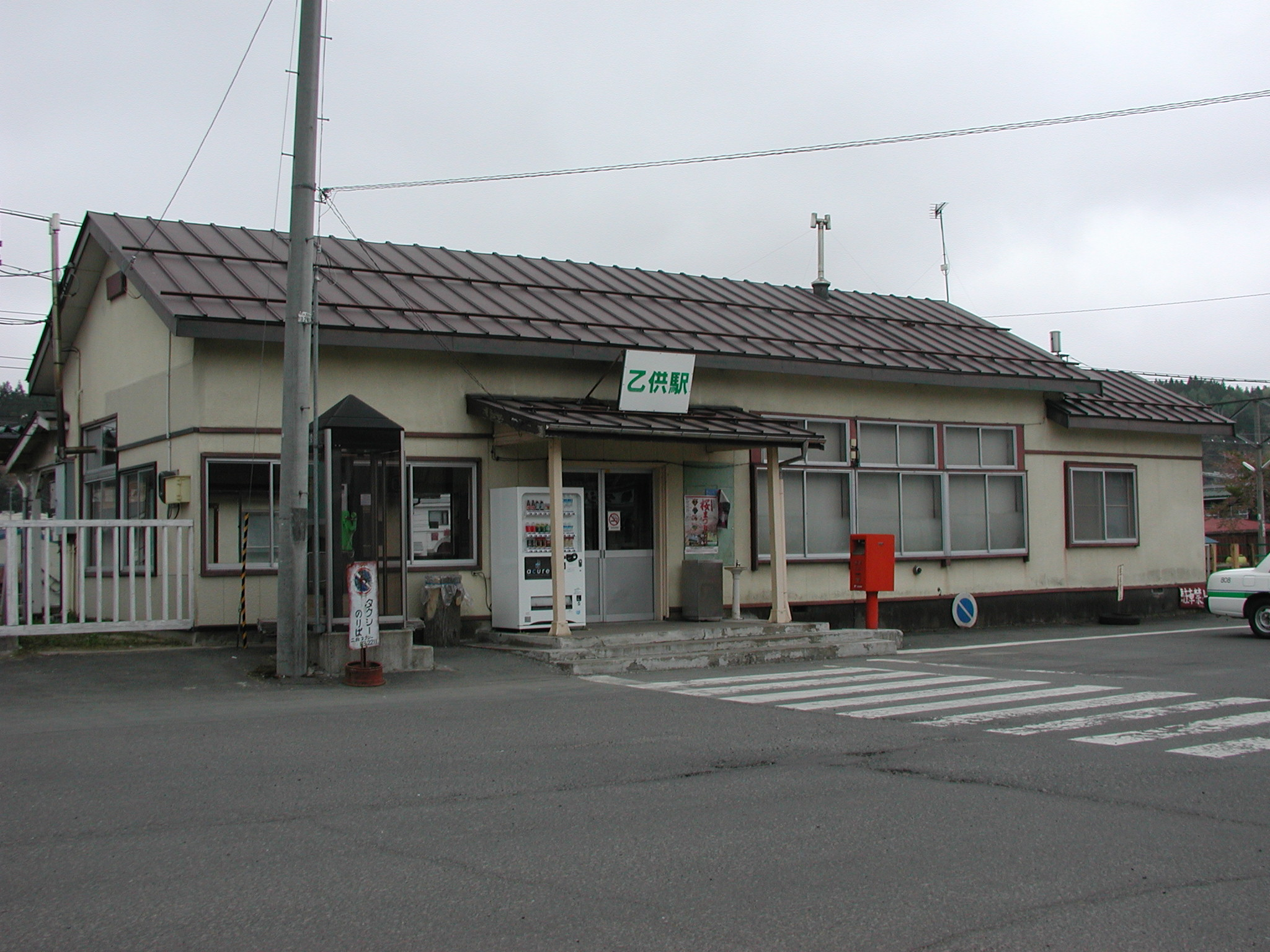
起点・乙供駅

- 青い森鉄道青い森鉄道線 乙供駅
- 青森原燃テクノロジーセンター
- 天間林中央公園